# Оберхасли (округ)
Оберхасли (нем. Oberhasli) — бывший округ кантона Берн в Швейцарии. Центр — Майринген. С 1 января 2010 года округ входит в состав нового округа Интерлакен-Оберхасли.

## Коммуны округа
| Герб         | Коммуна      | Население (2007) | Площадь км² | Официальный код |
| ------------ | ------------ | ---------------- | ----------- | --------------- |
| Гадмен       | Гадмен       | 269              | 116,4       |                 |
| Гуттаннен    | Гуттаннен    | 319              | 200,7       |                 |
| Хаслиберг    | Хаслиберг    | 1236             | 41,7        |                 |
| Иннерткирхен | Иннерткирхен | 941              | 120,0       |                 |
| Майринген    | Майринген    | 4665             | 40,7        |                 |
| Шаттенхальб  | Шаттенхальб  | 617              | 31,5        |                 |
|              | Итого (6)    | 8047             | 551,0       |                 |